# Ford Mainline
La Ford Mainline è un'autovettura prodotta dalla casa automobilistica statunitense Ford dal 1952 al 1956. 

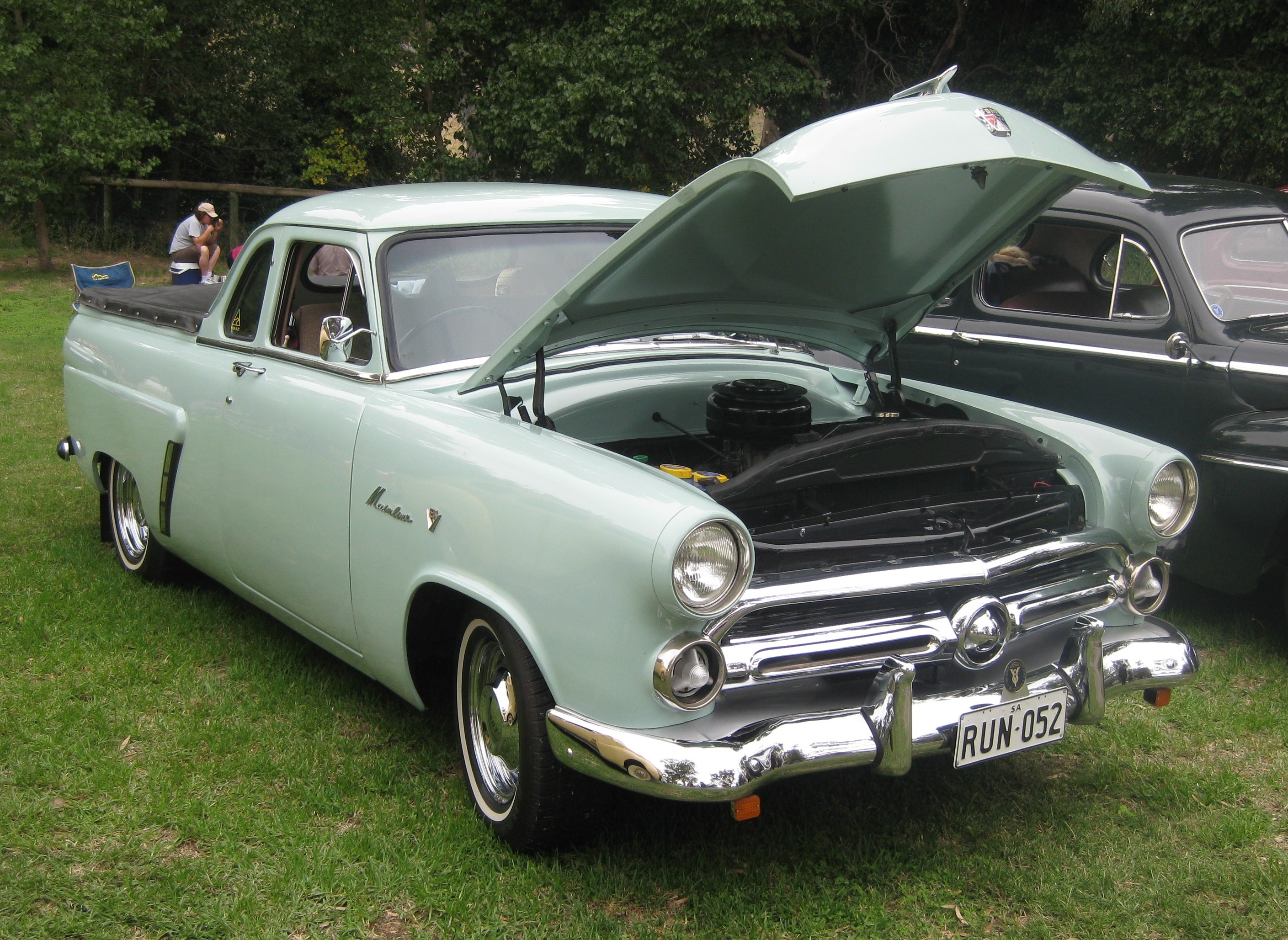
Ford Mainline Coupé

## Profilo e contesto
La Mainline andava a posizionarsi nella cosiddetta "fascia media" delle vetture Ford con motore 8 cilindri a V.
La versione familiare inizialmente venne venduta come Mainline Ranch Wagon fino al 1955, anno in cui venne cambiato il nome in Ford Ranch Wagon. In seguito venne sostituita dalla Ford Custom. Fu prodotta anche in Australia fino al 1962, venendo poi sostituita con la Ford Falcon.

## Produzione URSS
A causa del loro design simile, a volte si sospetta che la sovietica GAZ-21 Volga fosse in realtà una copia dell'americana Ford Mainline. Tuttavia, queste sono solo voci. Entrambe le auto sono quasi completamente diverse sia strutturalmente che meccanicamente, e anche le dimensioni sono leggermente diverse. L'unica cosa che le accomuna è la trasmissione Ford O-Matic, che GAZ ha scelto nei suoi veicoli.